# Luca da Penne
Luca da Penne (Penne, 1325 – 1390 circa) è stato un giurista italiano.
Scrisse un commentario ai 3 libri del Codice dell'imperatore Giustiniano, la cui editio princeps fu stampata nel 1509 col titolo Commentaria in tres posteriores libros Codicis.

## Biografia
Definito da Friedrich Carl von Savigny come uno dei più sconosciuti e ragguardevoli giureconsulti di tutto il XIV secolo, dopo essersi laureato a Napoli nel 1345, divenne giudice della Magna Curia ed autore delle glosse alle Costituzioni del regno di Sicilia e di un importante commentario agli ultimi tre libri del Codex giustinianeo. Quest'ultima opera approfondisce l'organizzazione amministrativa dell'Impero e fa di lui un giuspubblicista secondo solo a Bartolo da Sassoferrato. L'interesse della critica al Commento di Luca da Penne è dovuto al fatto che il giurista, stando a contatto con l'ambiente culturale pre-umanista, tra i quali Petrarca, inserì molti spunti riflessivi nelle sue osservazioni, risalenti a vari autori classici latini e greci, cosa insolita per l'aridità dei giuristi dell'epoca; citò Svetonio, Catone il Vecchio, Tucidide, Polibio, Varrone, Cicerone, Seneca, Tito Livio, Tacito, Valerio Massimo e molti altri.
Sostenne sempre fortemente la maggiore validità del diritto romano rispetto a quello longobardo.
Dal 1379 ritornò a Penne dove esercitò da avvocato. Morto presumibilmente nella città natale in Abruzzo, fu sepolto nel convento di San Domenico. Nei primi del '900 la lapide sepolcrale per sicurezza è stata trasferita nel Municipio, sorto accanto al convento. A Penne gli è dedicata anche la piazza principale, ex piazza di Mezzo, e una statua in bronzo, presso la fontana del moderno palazzo comunale.

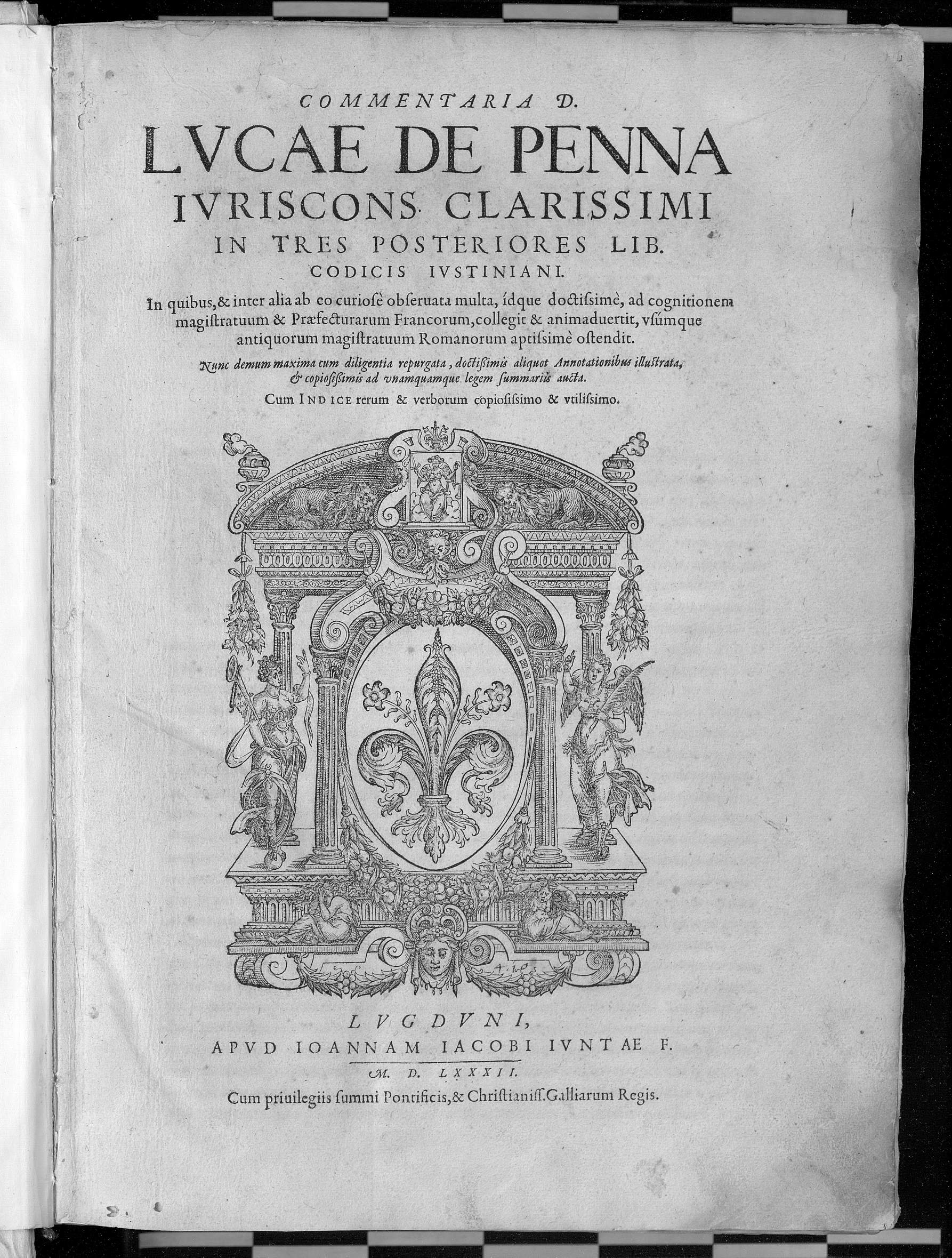
Commentaria in tres posteriores libros Codicis, 1582